# VV Apollo 8
VV Apollo 8 is een volleybalvereniging uit Borne, Overijssel, Nederland. De vereniging is opgericht op 6 januari 1969.
De vereniging is vernoemd naar de in december 1968 gelanceerde Apollo 8 uit het Apolloprogramma.

## Teams

### Vrouwen
Het eerste vrouwenteam promoveerde in het seizoen 2017/18 als kampioen van de Topdivisie voor het eerst naar de Eredivisie. In het eerste seizoen 2018/19 drong het team voor het eerst in de clubgeschiedenis door tot de bekerfinale. De eindstrijd tegen Sliedrecht Sport werd met 0-3 verloren. 
In het seizoen 2020/21 werd de finale van het Bekertoernooi, vanwege het coronaseizoen een onderlinge strijd tussen de top-8 van de eredivisie, weer gehaald. Deze keer trokken de Bornse vrouwen wel aan het langste eind. VCN werd met 3-1 verslagen. Apollo herhaalde dat kunstje in 2024 door in de bekerfinale Zwolle te verslaan, 3-1.

### Mannen
Het eerste mannenteam speelt in de Derde divisie.

## Erelijst
| Competitie                          | Vrouwen    |
| ----------------------------------- | ---------- |
| Bekerwinnaar                        | 2021, 2024 |
| Verliezend finalist Nationale beker | 2019       |
| Kampioen Topdivisie                 | 2018       |